# Сторгатан

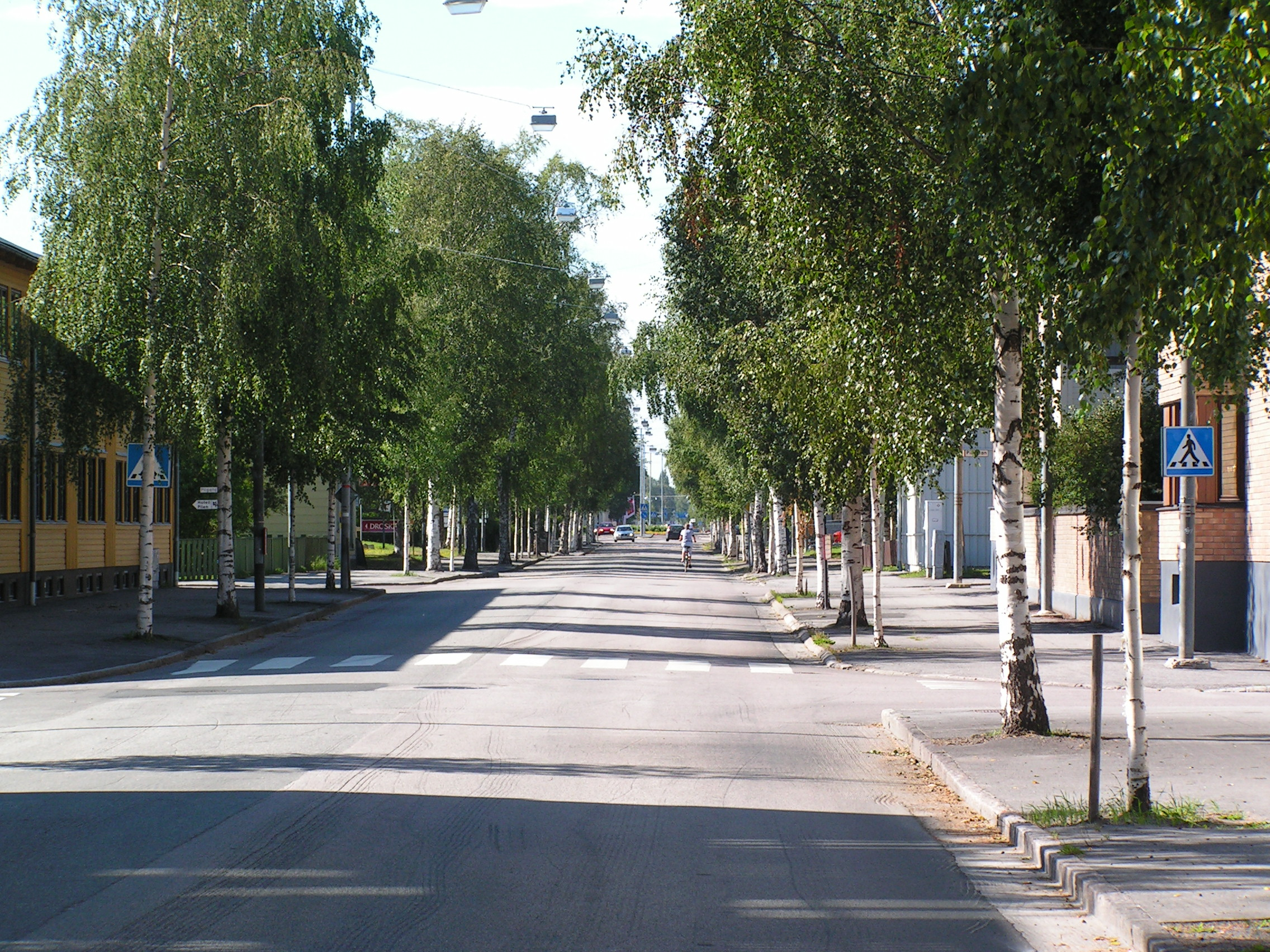
Східна частина Сторгатана

Сторгатан («Головна вулиця» або буквально «Відмінна вулиця») — одна з найдовших вулиць в Умео (Швеція), має довжину близько 4 кілометрів. Старгатан проходить повз основних районів міста на північній стороні річки Умеельвен. Вулиця триває від старих меж міста на Тверен на заході до Східного вокзалу Умео, недалеко від університетського госпіталю Норрланд, на сході міста.
Уздовж Сторгатана лежить цілий ряд історичних будівель муніципалітету Умео в п'яти головних парках міста. У середньому близько 8900 автомобілів на добу проїжджають по цій вулиці (2006).

## Історія
Коли Умео було засноване в 1622 році, на північній стороні річки Умеельвен були дві поздовжні вулиці паралельно річці і п'яти перпендикулярних, які бігли всю дорогу до річки. Південна довга вулиця (нині Сторгатан) тривала й далі від межі міста у вигляді прибережної дороги, яка коливалася між Стокгольмом і Торн.
Місцевий маршрут прибережної дороги пішов від Робака до місця поромної переправи на річці Умеельвен на Бакенкіркан через Умео, а потім навколо південного краю Нідальсьена і на Інертавлі
У 1780 році Сторгатан був викладений і в 1782 будинки уздовж його отримали номери будинків, так як було вирішено, що всі будинки і ферми в Умео повинні бути пронумеровані. Числа повинні були бути написані на дерев'яній дошці і прибиті над основними входами.
У 1864 році Умео отримав новий план міста, який мав вплив Миколайстада (нині місто Вааса), який був відновлений після пожежі в 1852 році.
У цьому плані була розширена ширина вулиць. Ширина Сторгатана збільшилася з 4-5 метрів до приблизно 18 метрів (60 футів). Новий план встановив також місця для тротуарів і рослин уздовж вулиці. Ці приблизно 3 метри (10 футів) в ширину повинні були бути посаджені квітами і кущами на рахунок домовласника. Власники будинку навіть отримали зобов'язання по огорожах. Однак ці правила не поширюються на вже розвинені райони з економічних міркувань.
У 1866 році для Умео були встановлені нові правила будівель, що вздовж тротуару підходящі широколисті дерева треба було посадити на регулярній основі. Посадки зроблені вздовж західної частини Сторгатана. Проте посадка беріз на міських тротуарах не була зроблена у великих масштабах лише після пожежі 1888 року. У 1892 році було вирішено, що береза є найбільш підходящим деревом для посадки на міських тротуарах.
Перетворення центру міста в 1950-1960 рр.. також торкнулося будівлі, розташовані вздовж Сторгатана. Лише деякі з старих дерев'яних будинків не забрали, а інші були замінені сучасними будівлями, такими як поточний MVG торговий центр (побудований в 1963 році), який має один з його сторін на Сторгатані.
У 2002 році центральна частина Сторгатана була відновлена, щоб мати більш оригінальний вигляд. Вулиця отримала 6,5 метра в ширину проїжджої частини і 5 метрів завширшки доріжки з беріз по обидві сторони проїжджої частини. Між березами додані паркувальні місця.